# Val Zuort
Das Val Zuort ([ˌvalˈtsuə̯rt]ⓘ) ist ein kleines, steiles Nebental des Unterengadins. Das knapp sechs Kilometer lange Tal liegt vollständig im Gebiet der ehemaligen politischen Gemeinde Tarasp, deren Fraktion Fontana links und rechts des aus dem Val Zuort kommenden Bächleins liegt. Seit der Fusion vom 1. Januar 2015 gehört das Val Zuort zur Gemeinde Scuol. Das Tal ist beliebtes Ziel für Bergsteiger für den Aufstieg zum Piz Zuort.
Das südliche Ende des Val Zuort bildet der 3122 Meter hohe Piz da la Crappa, wenige Meter weiter nordwestlich auf dem Kamm zum Val Plavna liegt der drei Meter tiefere Piz Zuort, am Hang der beiden Berge liegt mit dem Vadret da Zuort ein kleiner Gletscher. Die Ostseite des Val Zuort prägt der 3173 Meter hohe Piz Pisoc, der das Tal vom Val S-charl und damit vom Schweizerischen Nationalpark trennt. Er ist der höchste Punkt des Nationalparks.
Koordinaten: 46° 45′ 8,7″ N, 10° 16′ 5,8″ O; CH1903: 816159 / 181813